# Krivé
Krivé é um município da Eslováquia, situado no distrito de Bardejov, na região de Prešov. Tem 5,28 km² de área e sua população em 2018 foi estimada em 211 habitantes.

## Demografia
| Ano:        | 1994 | 2004    | 2014   | 2024   |
| ----------- | ---- | ------- | ------ | ------ |
| Broj ljudi: | 232  | 201     | 220    | 206    |
| Razlika:    |      | -13,36% | +9,45% | -6,36% |

| Ano:               | 2023 | 2024   |
| ------------------ | ---- | ------ |
| Número de pessoas: | 211  | 206    |
| Diferença:         |      | -2,36% |